# 德國聯邦鐵路403型電聯車
德國聯邦鐵路403型電聯車（德語：DB-Baureihe 403）是德國聯邦鐵路於1970年代推出的高速電聯車，共有三列，每列四節車廂，是現在城際特快列車的前身。本型車最初以城际列车服務為主，1980年代則投入漢莎航空的德航機場快車服務。由於端面特殊的造型，本型車被暱稱為「唐老鴨」或「大白鯊」。本型車設計速度達時速220公里（這也是測試時的最高速度），但在德國聯邦鐵路的服務中最高速度被限制在每小時200公里。

## 研發
在103型高速電力機車投入服務後，德國聯邦鐵路（DB）邀請鐵路製造廠提出能以時速200公里行駛高速電聯車（Elektro Triebwagen）的設計，並將以這些電聯車行駛在未來城際列車路網上。1970年5月24日，DB決定訂購三組原型車，並請不同西德公司共同製造：林克-霍夫曼-布什车辆厂製造六輛駕駛車（形式403.0）、梅塞施密特-伯尔科-布洛姆製造三輛客車（形式404.0）和三輛餐車（形式404.1）。轉向架交由MAN製造，而電力設備則分別由AEG、勃朗-包維利股份公司，和西門子公司製造。本型車為全動軸設計，並和同時期研發的英鐵APT列車（先进旅客列车）一樣有有傾斜裝置。本型車共有三列12輛，每列車由一輛駕駛車、一輛客車、一輛餐車，和一輛駕駛車組成，編成如下：
- EMU 1：403 001 + 404 001 + 404 101 + 403 002
- EMU 2：403 003 + 404 002 + 404 102 + 403 004
- EMU 3：403 005 + 404 003 + 404 103 + 403 006

本型車的設計容許在一列車中再增掛其他車廂，此設計概念並應用在之後的ICE-3列車上，其中一個形式亦為403型。
|                                   | 403.0型                                                 | 404.0型  | 404.1型                   | 403.0型                                                 |
| --------------------------------- | ------------------------------------------------------- | -------- | ------------------------- | ------------------------------------------------------- |
| 種類                              | 駕駛車 Avm                                              | 客車 Apm | 餐車 ARpm                 | 駕駛車 Avm                                              |
| 車輛內部                          | 包廂                                                    | 客室     | 客室和餐車                | 包廂                                                    |
| DB 183席                          | 45 （四人包廂一間、五人包廂一間、六人包廂六間）         | 51       | 18（一等車） + 24（餐車） | 45 （四人包廂一間、五人包廂一間、六人包廂六間）         |
| 德航機場快車 （1982年改裝） 171席 | 39 （四人包廂一間、五人包廂一間、六人包廂五間、行李室） | 51       | 42 （只有吧臺）           | 39 （四人包廂一間、五人包廂一間、六人包廂五間、行李室） |
| 德航機場快車 （1988年改裝） 151席 | 35 （廚房、五人包廂一間、六人包廂五間、行李室）         | 45       | 36 （只有吧臺）           | 35 （廚房、五人包廂一間、六人包廂五間、行李室）         |

## 城际列车服務
第一列車於1973年3月2日交付德國聯邦鐵路（DB）並在同年11月28日到隔年（1974年）8月8日進行試車。由於傾斜裝置未達預期成效，此裝置後來被關閉。本型車於1974年9月29日起商業運轉，以城际列车的里蒙施耐德号（Riemenschneider）、北风号（Nordwind）、南风号（Südwind）、阿尔布雷希特·丢勒号（Albrecht Dürer）和赫耳墨斯号（Hermes）行駛於不萊梅和慕尼黑間。但由於缺乏可高速行駛的路線，本型車只能在幕尼黑和奧格斯堡以最高速度行駛。因本列車無法依旅客數量彈性調整編組，本型車被視為「不實用的」。1979年時在原本一等車廂外增加二等車廂服務的IC '79計畫提出後，本型車退出城际列车服務，由111型電力機車牽引客車取代。

## 德航機場快車服務
1981年，漢莎航空（德航）計劃以鐵路運輸取代昂貴的杜塞道夫－法蘭克福短程航線。德國聯邦鐵路（DB）同意此項提案並解決相關問題後，本型車並未立即再度進行商業運轉。同年2月13日－16日，本型車在計劃使用的西萊茵線以歌德號列車進行試車。本型車並以德航標準進行改裝，外觀改為上灰下黃的德航標準塗裝，內部裝設如客機上的廚房，座椅改為DC-10客機上的商務艙座椅。1982年3月28日，本型車以德航機場快車的名義行駛，沿風景優美的西萊茵線經由波昂連結杜塞道夫和法蘭克福兩機場。由於鋁製車體逐漸腐蝕，德航機場快車服務於1993年停止，全部列車於2001年被德國鐵路鐵路售出時已處年久失修的狀態。本型車獨立駕駛車的設計概念日後用於ICE-3列車上，其中一個形式亦編為403型。

## 圖輯

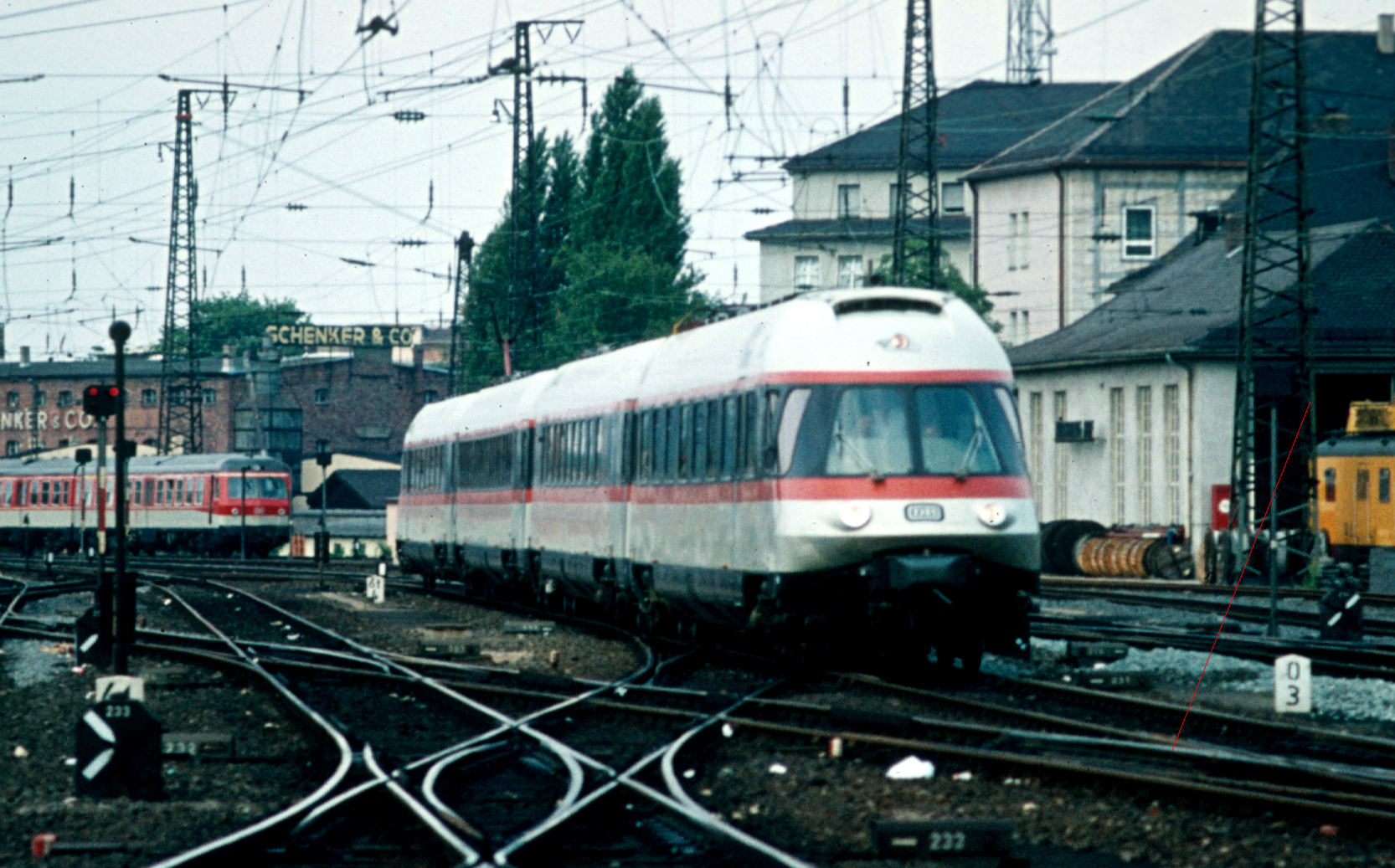
原塗裝（1975年，紐倫堡）
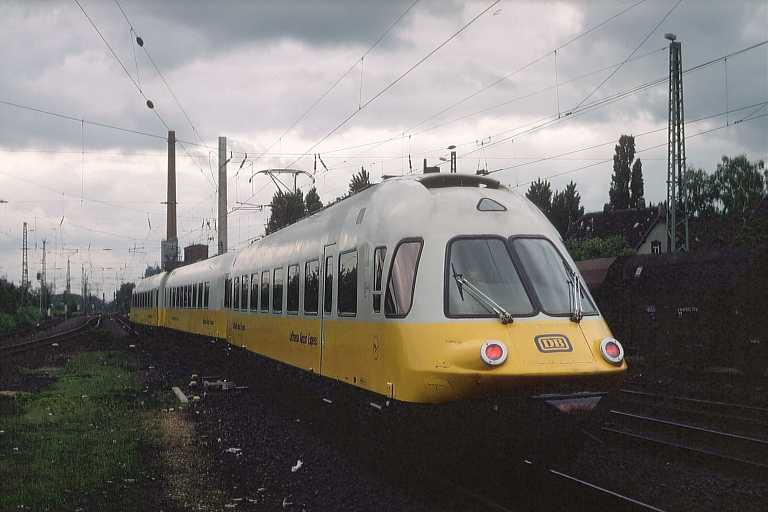
德航機場快車塗裝（1993年，凯尔斯特巴赫）
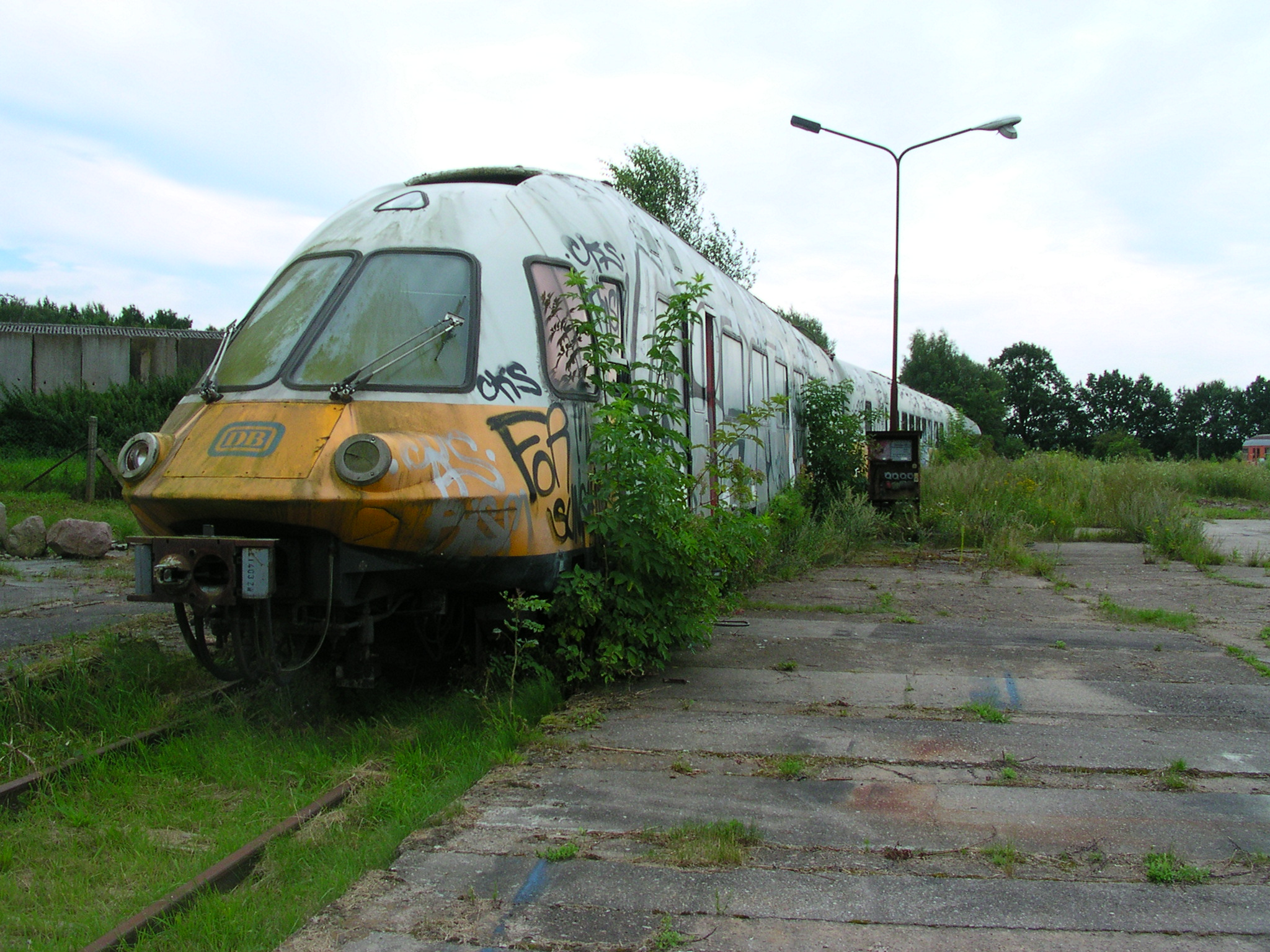
解體的403 001（2007年，普特利茨）
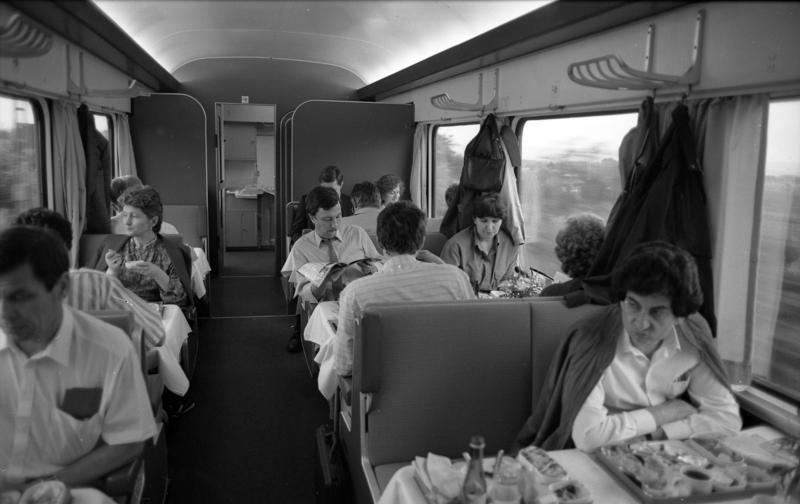
餐車（1988年）
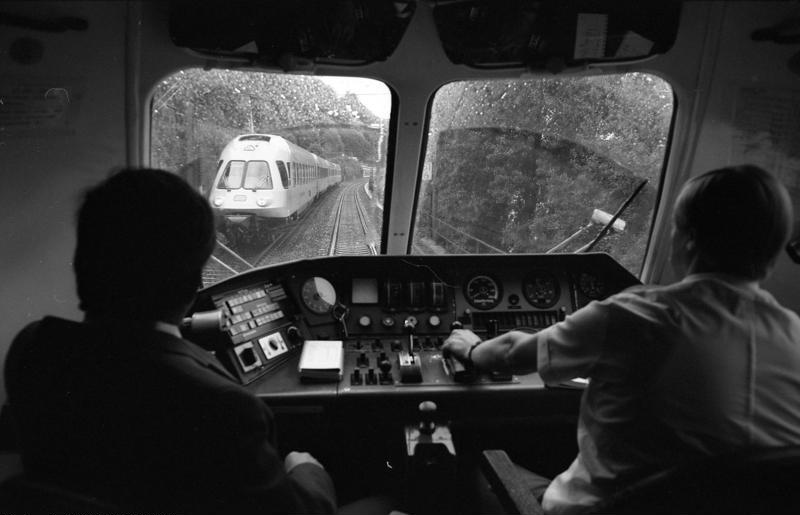
駕駛室（1988年）

## 引用書目
- Hajt, Jörg. . Bonn/Königswinter: Heel Verlag. 2001. ISBN 3-89365-948-X （德语）.
- Goette, Peter. . Freiburg: EK-Verlag. 2008. ISBN 978-3-88255-698-8 （德语）.
- Mertens, Maurice; Malaspina, Jean-Pierre. . Vannes: LR Presse. 2007. ISBN 978-29-036514-5-9 （法语）.